# Ткаченко Станіслав Йосипович
Ткаченко Станіслав Йосипович (народився 6 грудня 1937 р. м. Донецьк) — український науковець, завідувач кафедри теплоенергетики Вінницького національного технічного університету, доктор технічних наук (1988), професор (1992), заслужений працівник народної освіти України (1999).

## Життєпис
Народився Станіслав Йосипович 6 грудня 1937 року в м. Донецьк у родині службовців. Навчався у Донецькій середній школі № 79, яку в 1955 році закінчив із золотою медаллю. У цьому ж році вступив до Київського технологічного інституту харчової промисловості (КТІХП), який в 1962 році закінчив та отримав диплом з відзнакою зі спеціальності «Промислова теплоенергетика».

## Професійна діяльність[2]
1962—1964 — викладач курсу теоретичної механіки Вінницького загальнотехнічного факультету КТІХП;
1964—1965 — викладач кафедри опору матеріалів та теоретичної механіки Вінницького філіалу Київського політехнічного інституту (КПІ);
1966 — захист кандидатської дисертації в КТІХП за спеціальністю «Промислова теплоенергетика» та присвоєння наукового ступеня кандидата технічних наук;
1967 — старший викладач Вінницького філіалу КПІ;
1968—1972 — декан вечірнього факультету, доцент кафедри енергетики;
1972—1973 — старший науковий співробітник Вінницького філіалу КПІ;
1974—1980 — проректор з наукової роботи Вінницького політехнічного інституту (ВПІ);
1981—1987 — доцент кафедри енергетики ВПІ;
1987—1992 — проректор з наукової роботи ВПІ;
1988 — захист докторської дисертації в Московському енергетичному інституті за спеціальністю «Промислова теплоенергетика» та присвоєння наукового ступеня доктора технічних наук;
1992 — професор кафедри загальної теплотехніки та електротехніки ВПІ;
1993 — професор, завідувач кафедри теплоенергетики, електричних машин та приводу Вінницького державного технічного університету(ВДТУ);
1994—2001 — професор, завідувач кафедри теплоенергетики, газопостачання та інженерного забезпечення будівництва ВДТУ;
2002 — заступник директора з наукової роботи Інституту теплоенергетики та газопостачання ВДТУ;
2002 — до сьогодні — професор, завідувач кафедри теплоенергетики Факультету будівництва, теплоенергетики та газопостачання Вінницького національного технічного університету.

## Наукові ступені та вчені звання
1966 — присвоєння наукового ступеня кандидата технічних наук;
1988 — присвоєння наукового ступеня доктора технічних наук;
1992 — професор кафедри загальної теплотехніки та електротехніки ВПІ;

## Звання та нагороди
1968 — занесення портрета С. Й. Ткаченка на Дошку пошани Вінницької обласної ради профсоюзів та нагородження Почесною грамотою;
1970 — нагороджено ювілейною медаллю «За доблесну працю»;
1981 — нагороджено бронзовою медаллю ВДНГ СРСР;
1986 — за багаторічну сумлінну працю нагороджено медаллю «Ветеран праці»;
1987 — нагороджено медаллю «Винахідник СРСР»;
1994 — бронзова медаль та європейський сертифікат винахідника на міжнародній виставці винахідників (Румунія);
1999 — присвоєно почесне звання «Заслужений працівник народної освіти України» ;
2001 — занесення портрета професора С. Й. Ткаченка до Галереї Пошани Вінницького національного технічного університету;
2007 — призначено державну стипендію за вагомі досягнення в науково-педагогічній діяльності;
2009 — призначено державну стипендію за вагомі досягнення в науково-педагогічній діяльності;
2013 — призначено державну стипендію за вагомий внесок у розвиток освіти і науки 
2016 — призначено державну стипендію за вагомий внесок у розвиток освіти і науки ;
2017 — нагороджено Почесною грамотою облдержадміністрації та обласної Ради за сумлінну працю, особистий внесок у розвиток житлово-комунальної галузі області та з нагоди Дня працівників житлово-комунального господарства і побутового обслуговування населення ;
2020 - нагороджено медаллю Костянтина Ушинського ;
2021 - призначено довічну державну стипендію як видатному діячеві науки.

## Наукова, педагогічна та навчально-методична робота
Станіслав Йосипович Ткаченко створив наукову школу за напрямком «Теплообмін та гідродинаміка полікомпонентних, поліфазних потоків і середовищ в елементах тепло- і біотехнологічного устаткування, аналіз та синтез тепло- і біотехнологічних систем устаткування». В рамках школи створені наукові основи розробки випарного обладнання, систем виробництва енергоносіїв з органічних відходів. Під його керівництвом аспірантами і пошукачами підготовлено та успішно захищено дванадцять кандидатських дисертацій з проблем енергоефективності, використання нетрадиційних джерел енергії та зменшення техногенного навантаження на навколишнє середовище.
Результати досліджень впроваджуються в різних галузях виробництва (олійно-жирове виробництво, підприємства агропромислового комплексу, цукрові заводи тощо), надаються наукові консультації представникам підприємств з питань підвищення енергоефективності виробництва, переробки органічних відходів з отриманням біогазу та синтез-газу, зменшення шкідливого впливу на навколишнє середовище.
Професор С. Й. Ткаченко активно і плідно займається науковою роботою, винахідництвом. Опублікував понад 500 наукових праць, серед яких 7 монографій, 1 підручник з грифом МОН, більше 30 навчальних посібників, 50 авторських свідоцтв та патентів. Під керівництвом С. Й. Ткаченка успішно завершено ряд держбюджетних наукових робіт за напрямом «Охорона навколишнього середовища» та госпдоговірних робіт для підприємств м. Вінниці й області.
Професор С. Й. Ткаченко є членом спеціалізованої Вченої ради із захисту кандидатських дисертацій у Національному університеті харчових технологій. Більше 10 років брав участь у роботі спеціалізованої Вченої ради у ВНТУ, секції Наукової ради МОН України за фаховим напрямом «Охорона навколишнього середовища» та редколегії журналу «Екологічний Вісник». Член Ради Спілки наукових та інженерних об’єднань (СНІО) України, редакційних колегій журналів «Вісник Вінницького політехнічного інституту», «Наукові праці ВНТУ» та збірника наукових праць «Технічна теплофізика та промислова теплоенергетика» Національної металургійної академії України.

## Монографії та основні навчальні посібники
1. Екологічна безпека Вінниччини : монографія / О. В. Мудрак, Є. І. Ворона, Г. С. Головатюк, І. І. Гринюк, Т. М. Дабіжук, Т. М. Димань, Г. І. Кравчук, С. Л. Кушнір, Г. В. Мудрак, В. Г. Мормітко, О. М. Нагорнюк, І. С. Нейко, Р. В. Петрук, І. І. Рочняк, С. Й. Ткаченко ; за заг. ред. Олександра Мудрака. — Вінниця : ВАТ «Міська друкарня», 2008. — 456 с.
2. Нові методи визначення інтенсивності теплообміну в системах переробки органічних відходів : монографія / С. Й. Ткаченко, Н. В. Пішеніна. — Вінниця : ВНТУ, 2017. — 148 с.
3. Парокомпресійні теплонасосні установки в системах теплопостачання : монографія / С. Й. Ткаченко, О. П. Остапенко ; ВНТУ. — Вінниця : ВНТУ, 2009. — 176 с.
4. Самозакипаючі потоки в дренажних каналах теплотехнологічних систем : монографія / С. Й. Ткаченко, Н. Д. Степанова ; ВНТУ. — Вінниця : УНІВЕРСУМ-Вінниця, 2008. — 161 с.
5. Теплогидродинамические процессы в выпарных аппаратах : монографія / И. М. Федоткин, С. И. Ткаченко. — Киев : Техніка, 1975. — 209 с.
6. Теплообмін в системах біоконверсії : монографія / С. Й. Ткаченко, Н. В. Резидент ; ВНТУ. — Вінниця : ВНТУ, 2011. — 124 с.
7. Теплообмінні та гідродинамічні процеси в елементах енергозабезпечення біогазової установки : монографія / С. Й. Ткаченко, Д. В. Степанов. — Вінниця : УНІВЕРСУМ-Вінниця, 2004. — 132 с.
8. Високотемпературні процеси та установки : теорія, практика, самостійна та індивідуальна робота студентів: навчальний посібник / С. Й. Ткаченко, М. М. Чепурний, Л. А. Боднар ; ВНТУ. — Вінниця : ВНТУ, 2016. — 111 с.
9. Гідрогазодинаміка : приклади і задачі : навчальний посібник / С. Й. Ткаченко, Н. Д. Степанова ; ВНТУ. — Вінниця : ВНТУ, 2012. — 180 с.
10. Екологічні аспекти виробництва енергії : навчальний посібник / С. Й. Ткаченко, Л. А. Боднар ; ВНТУ. — Вінниця : ВНТУ, 2017. — 83 с.
11. Експлуатація промислового теплоенергетичного устаткування : навчальний посібник. Ч. II : Експлуатація промислових паротурбінних установок / Н. В. Резидент, С. Й. Ткаченко, М. М. Чепурний ; ВНТУ. — Вінниця : ВНТУ, 2017. — 100 с.
12. Енергозбережні технології в теплоенергетиці : навчальний посібник / М. М. Чепурний, С. Й. Ткаченко ; ВНТУ. — Вінниця : ВНТУ, 2009. — 115 с.
13. Основи кондиціювання повітря : навчальний посібник / М. М. Чепурний, С. Й. Ткаченко, Є. С. Корженко ; ВНТУ. — Вінниця : ВНТУ, 2008. — 81 с.
14. Основи технічної термодинаміки : підручник / М. М. Чепурний, С. Й. Ткаченко ; МОН України. — Вінниця : Поділля-2000, 2004. — 352 с.
15. Підвищення ефективності спалювання палива та охорона навколишнього середовища : навчальний посібник / С. Й. Ткаченко, Л. А. Боднар ; ВНТУ. — Вінниця : ВНТУ, 2014. — 58 с.
16. Розрахунки теплових схем і основи проектування джерел теплопостачання : навчальний посібник / С. Й. Ткаченко, М. М. Чепурний, Д. В. Степанов. — Вінниця : ВНТУ, 2005. — 137 с.
17. Розрахунки теплових схем когенераційних установок : навчальний посібник / М. М. Чепурний, С. Й. Ткаченко, В. В. Бужинський. — Вінниця : ВНТУ,
2003. — 104 с.
18. Розрахунки тепломасообмінних апаратів : навчальний посібник / М. М. Чепурний, С. Й. Ткаченко ; ВНТУ. — Вінниця : ВНТУ, 2006. — 130 с.
19. Сушильні процеси та установки : навчальний посібник / С. Й. Ткаченко, О. Ю. Співак ; ВНТУ. — Вінниця : ВНТУ, 2009. — 86 с.
20. Теплоенергетика. Вступ до спеціальності : навчальний посібник / Д. В. Степанов, С. Й. Ткаченко ; ВНТУ. — Вінниця : ВНТУ, 2011. — 100 с.
21. Тепломасообмін і гідродинаміка багатокомпонентних середовищ : навчальний посібник / С. Й. Ткаченко, Н. Д. Степанова ; ВНТУ. — Вінниця : ВНТУ, 2017. — 110 с.